# Paraphoides vafra
Paraphoides vafra là một loài bướm đêm trong họ Geometridae.